# Ahnenblatt
Ahnenblatt es un programa freeware y libre para crear un árbol genealógico, un pedigrí, Ahnentafel, etc.

## Propiedades
- Crear árboles genealógicos - generar impresionantes árboles de sus ancestros o descendientes
- Impresión flexibles - tamaño variable del árbol (para grandes árboles las impresiones pueden ser pegadas)
- Diferentes tamaños de papel - apoya una variedad de tamaños de papel (A4, A3, A2, carta, etc)
- Apoyo de unicode - soporta caracteres internacionales
- Función auto-ajustar - para campos de entrada (nombre de nacimiento, lugares, ocupación, religión) para evitar errores
- Navegador - navegar fácilmente por sus antepasados
- Soporta GEDCOM - importación y exportación de toda la familia en formato GEDCOM para el intercambio de datos con otros programas o investigadores
- Muchos formatos de exportación - guardar toda la familia como sitio web html, xml, csv, tiny tafel - guardar los informes como documento de Word, archivo rtf o LaTeX, guardar los árboles genealógicos y las estadísticas en BMP, JPEG, PNG y más
- Verificar plausibilidad - encontrar errores en sus datos con un solo clic del ratón
- Enviar como correo electrónico - enviar directamente el archivo familiar de Ahnenblatt a familiares o amigos
- Soporta Drag & Drop - para la apertura de expedientes familiares o añadir imágenes
- Soporta Complemento - aplicaciones externas de genealogía que pueden integrarse en Ahnenblatt

## Idiomas
- alemán
- checo
- croata
- danés
- estonio
- español
- francés
- húngaro
- inglés
- italiano
- neerlandés
- noruego
- polaco
- portugués
- rumano
- ruso
- turco

## Capturas de pantalla

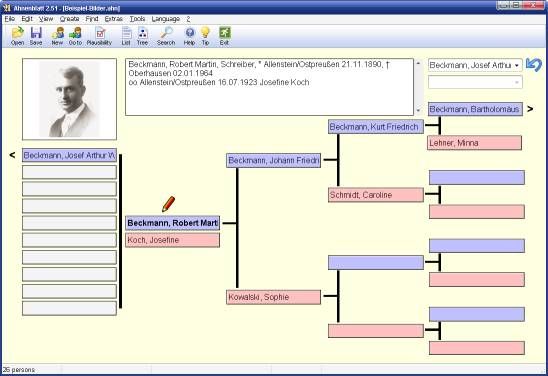
Ahnenblatt Navigator
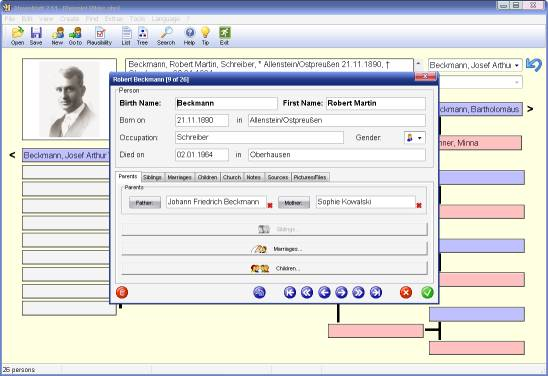
Ahnenblatt Input Screen
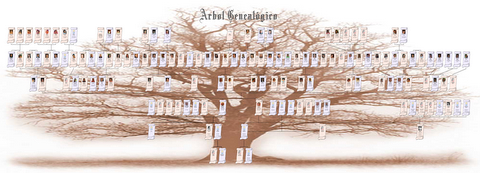
Ahnenblatt Family Tree